# Canamar
Canamar is de 17e aflevering van het tweede seizoen van de Amerikaanse sciencefictiontelevisieserie Star Trek: Enterprise. Het is de 41e aflevering van de serie, voor het eerst uitgezonden in 2003. In deze aflevering  wordt een aantal bemanningsleden van de Enterprise voor smokkelaars aangezien, en worden zij op gevangenentransport gezet.
De aflevering werd genomineerd voor een Emmy Award in de categorie "prostetische make-upeffecten".

## Verhaal
Bij een bezoek van de USS Enterprise NX-01 aan een planeet die Enolia heet, blijkt dat twee bemanningsleden,  Kapitein Jonathan Archer en Trip Tucker verdwenen zijn. De Enterprise contacteert de regering maar die  geven in eerste instantie aan van niets te weten.
Uit nader onderzoek door diezelfde regering blijkt dat ze zijn aangehouden wegens smokkel en dat ze op een gevangenentransport zitten, maar dat ze, mede door tussenkomst van T’Pol, vrijgelaten zullen worden
Vlak voor die vrijlating kapen twee medegevangen het transportschip. Archer en Tucker besluiten gebruik te maken van hun onterechte status van smokkelaar en proberen in die rol het vertrouwen van de kapers te winnen door o.a. De kapers te overtuigen dat zij in staat zijn om een schip met Warp mogelijkheid te kunnen besturen. Maar het winnen van hun vertrouwen is moeilijker dan gedacht.  Eerst moet Archer twee vriendelijke schepen die het schip willen terugveroveren uitschakelen. Even later moet hij het schip neer laten storten op een planeet, met alle gevangenen (behalve de twee kapers en de "smokkelaars") er nog in. Dit wil hij niet, waarna hij en Tucker een manier bedenken om zelf het schip weer terug te veroveren. Het lukt ze bijna de criminelen uit te schakelen, maar doordat een medegevangene hen verraadt, kunnen ze hun plan niet ten uitvoer brengen.
Uiteindelijk worden de inzittenden van het schip toch gered, daar de Enterprise met het schip kan aanmeren - doende alsof zij kennissen van de kapers zijn - en zij de kapers uit kunnen schakelen. De belangrijkste kaper, Kuroda, sterft omdat hij weigert zich over te geven en het transportschip neerstort. Als laatste haalt Archer nog uit naar de Enoliaanse autoriteiten, wegens hun slecht functionerende rechtssysteem.

## Acteurs

### Hoofdrollen
- Scott Bakula als kapitein Jonathan Archer
- John Billingsley als dokter Phlox
- Jolene Blalock als overste T'Pol
- Dominic Keating als luitenant Malcolm Reed
- Anthony Montgomery als vaandrig Travis Mayweather
- Linda Park als vaandrig Hoshi Sato
- Connor Trinneer als overste Charles "Trip" Tucker III

### Gastrollen
- Mark Rolston als Kuroda Lor-ehn
- Holmes R. Osborne als een Enoliaan
- Michael McGrady als een Nausicaanse gevangene
- Sean Whalen als Zoumas (een gevangene)

### Bijrollen

#### Bijrollen met vermelding in de aftiteling
- John Hansen als gevangene
- Brian Morri als een Enoliaanse cipier

#### Bijrollen zonder vermelding in de aftiteling
- Adam Anello als bemanningslid van de Enterprise
- Joe Billingiere als gevangene
- Steve Blalock als een Enoliaanse piloot
- Al Burke als gevangene
- Dieter Hornemann als gevangene
- Louis Ortiz als gevangene
- Marlene Mogavero als bemanningslid van de Enterprise
- Chester E. Tripp III als een Enoliaanse cipier

### Stuntdubbelgangers
- Edward Conna als stuntdubbelganger voor Mark Rolston
- Shawn Crowder als stuntdubbelganger voor Connor Trinneer
- Vince Deadrick junior als stuntdubbelganger voor Scott Bakula
- Onbekende persoon als stuntdubbelganger voor Michael McGrady